# Ducy-Sainte-Marguerite
Ducy-Sainte-Marguerite ist eine französische Gemeinde mit 178 Einwohnern (Stand: 1. Januar 2022) im Département Calvados in der Region Normandie. Sie gehört zum Arrondissement Bayeux und zum Kanton Thue et Mue.

## Geografie
Ducy-Sainte-Marguerite liegt etwa 10 km südöstlich von Bayeux. Umgeben wird die Gemeinde von Carcagny im Norden und Nordosten, Loucelles im Osten, Audrieu im Südosten und Süden, Chouain im Südwesten, Condé-sur-Seulles im Westen sowie Nonant in nordwestlicher Richtung.

## Bevölkerungsentwicklung
| Jahr                             | 1793 | 1836 | 1876 | 1926 | 1946 | 1968 | 1990 | 2016 |
| Einwohner                        | 362  | 266  | 202  | 148  | 137  | 166  | 145  | 158  |
| Quelle: Cassini, EHESS und INSEE |      |      |      |      |      |      |      |      |

## Sehenswürdigkeiten
- Kirche Sainte-Marguerite, seit 1927 Monument historique
- Lavoir (Waschhaus) aus dem 19. Jahrhundert

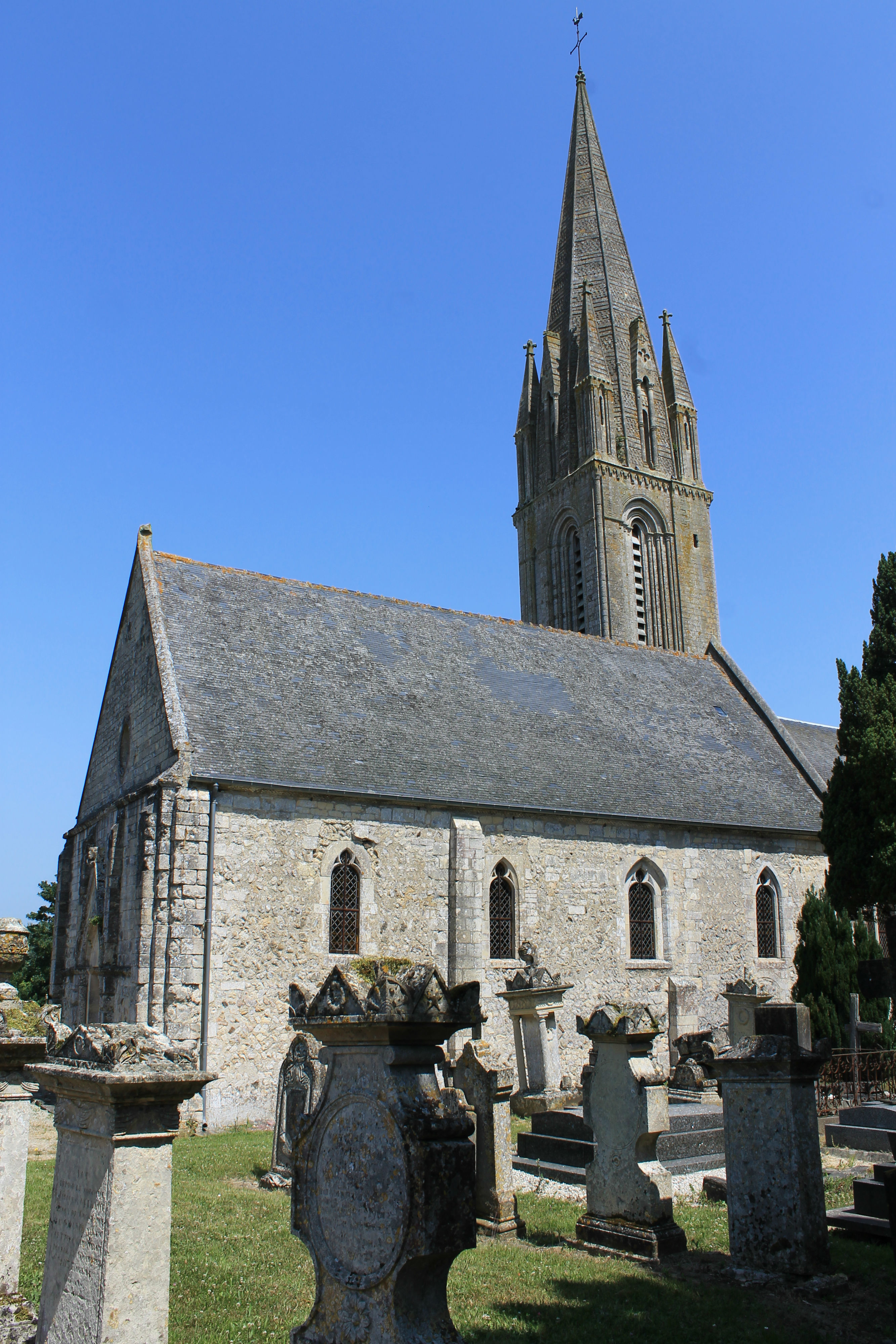
Kirche Sainte-Marguerite
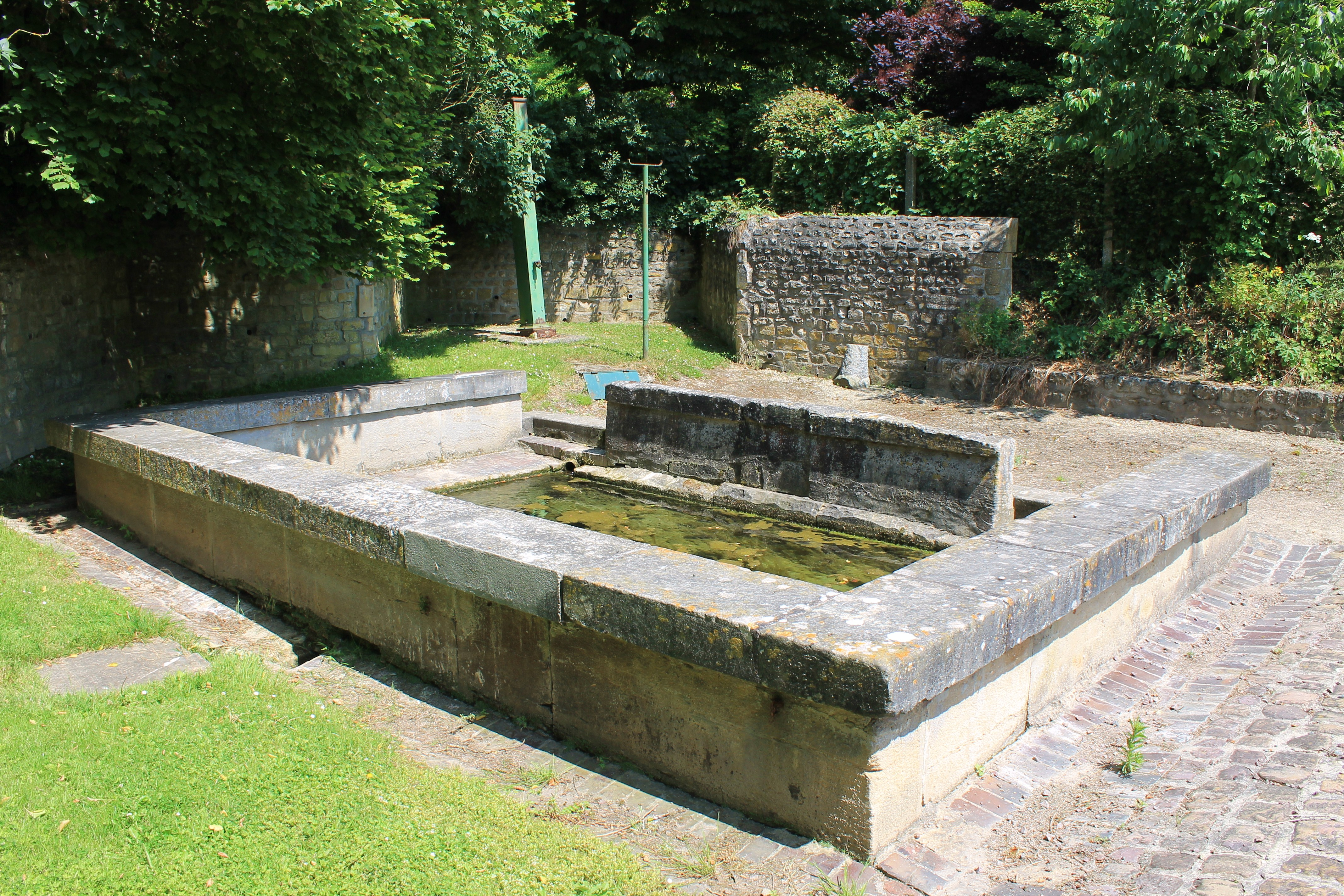
Waschhaus